# 七马路街道
七马路街道，是中华人民共和国吉林省四平市铁东区下辖的一个乡镇级行政单位。

## 行政区划
七马路街道下辖以下地区：
鑫荣社区、为民社区、玉泉社区、福民社区和富强社区。